# ザ・イースト
『ザ・イースト』（The East）は、ザル・バトマングリ監督による2013年のアメリカ合衆国・イギリス合作のスリラー映画。環境テロリスト集団に潜入した女性捜査官の葛藤を描く。

## あらすじ
元FBI捜査官のジェーン（ブリット・マーリング）は、民間警備会社のヒラー・ブルードに勤めている。身分を偽って環境保護団体の「ザ・イースト」に潜入することになった彼女は、そこで指導者のベンジー（アレクサンダー・スカルスガルド）やイジー（エレン・ペイジ）と出会う。上司のシャロン（パトリシア・クラークソン）に「ザ・イースト」の動向を伝えつつも、ジェーンは少しずつ彼らの思想信条を理解しはじめる。

## キャスト
※括弧内は日本語吹替
- サラ／ジェーン - ブリット・マーリング（小林さやか）

元FBI捜査官。現在は民間警備会社に勤めている。
- ベンジー - アレクサンダー・スカルスガルド（平田広明）

「ザ・イースト」のリーダー。リーダーに相応しいカリスマと知性を持つ。
- イジー - エレン・ペイジ（冠野智美）

「ザ・イースト」のメンバー。環境保護への思いが強い。
- ドク - トビー・ケベル（桐本琢也）

薬の副作用で脳障害を受ける。
- ルカ - シャイロ・フェルナンデス

「ザ・イースト」のメンバー。
- サンブス - オルディス・ホッジ
- シャロン - パトリシア・クラークソン（塩田朋子）

ジェーンの上司。ジェーンに任務を依頼する。
- ティム - ジェイソン・リッター

ジェーンの恋人。
- ペイジ・ウィリアムズ - ジュリア・オーモンド（相沢恵子）

製薬会社の副社長。
- ＜日本語版制作スタッフ＞

その他日本語吹替
長克巳、世古陽丸、大隈健太、渋谷はるか、前田一世、櫻井トオル、吉田健司、玉木雅士、水野ゆふ、寸石和弘、ちふゆ、志田有彩
演出：岩田敦彦、翻訳：古賀香菜子、調整：長井利親、制作：ブロードメディア・スタジオ

## 発表
2013年1月20日、サンダンス映画祭でプレミア上映された。

## 評価
『ザ・ガーディアン』のマーク・カーモードは本作を「『ミッション:インポッシブル』と『マーサ、あるいはマーシー・メイ』の融合」と評した。